# Сергеєва Людмила Михайлівна
Людмила Михайлівна Сергеєва (нар. 12 березня 1937) — доктор хімічних наук, провідний науковий співробітник. Фахівець в області фізичної хімії полімерів, взаємопроникних полімерних сіток.

## Біографія
Людмила Михайлівна Сергєєва народилася 12 березня 1937 р. у с. Путчино Дзержинського району Мінської області (Білорусь). У 1954 р. закінчила Дзержинську російську середню школу і у тому ж році вступила на хімічний факультет Білоруського Державного університету. Після закінчення вузу, з 1959 до 1965 р., працювала у відділі армованих пластиків Інституту загальної і неорганічної хімії АН БРСР (М. Мінськ). У цьому ж інституті навчалася в аспірантурі (1961—1963 рр.) і у 1964 р. захистила дисертацію на здобуття вченого ступеня кандидата хімічних наук. З 1965 р. Л. М. Сергєєва працює в Інституті хімії високомолекулярних сполук АН УРСР (м. Київ) старшим науковим співробітником (1965 рух), завідувачем лабораторії (1980 р.), завідувачем відділу (1980—2007 рр.) На сьогодні Л. М. Сергєєва — провідний науковий співробітник відділу хімії гетероланцюгових полімерів і взаємопроникних полімерних сіток. Наукове звання старшого наукового співробітника за спеціальністю «хімія високомолекулярних сполук» їй присвоєно у 1968 р. У 1975 р. Л. М. Сергеєва захистила дисертаційну роботу за темою «Адсорбція олігомерів і полімерів з розчинів і властивості граничних шарів полімерів» і їй присуджено вчений ступінь доктора хімічних наук. У 1987 р. їй присвоєно наукове звання професора.

## Науковий доробок
Л. М. Сергєєва — спеціаліст в області фізичної хімії полімерів. Їй належать роботи з дослідження адсорбції полімерів з концентрованих розчинів, в яких розвинуто уявлення про молекулярно-агрегативний механізм адсорбції полімерів на твердих поверхнях, розглянуто вплив адсорбційної взаємодії на властивості граничних шарів поліуретанів — одного з найважливіших класів високомолекулярних сполук. З 1980 р. наукова діяльність Л. М. Сергеевої сконцентрована на синтезі і дослідженні фізико-хімічних властивостей полімер-полімерних композицій нового типу — взаємопроникних полімерних сіток: вивчення кінетики тверднення і мікрофазового поділу компонентів при формуванні ВПС, впливу наповнювачів на ці процеси, а також отримання різних типів ВПС (термопластичних, градієнтних і йономеровмісних), а також дослідження їхніх властивостей. У співпраці з науковцями Інституту молекулярної біології і генетики НАН України Л. М. Сергеєвою і співробітниками розроблено наукові та технологічні засади створення на основі фазоворозділених напів-ВПС селективних сенсорних систем для екологічного моніторингу із застосуванням синтетичних аналогів біологічних рецепторів. Під її керівництвом підготовлено 10 кандидатів хімічних наук і 3 доктори наук.

## Відзнаки
Успіхи Л. М. Сергєєвої у науковій роботі відзначено орденом «Знак пошани», а також державними медалями та Почесними грамотами Президії НАН України та ЦК профспілки працівників НАН України.

## Основні наукові публікації
Л. М. Сергєєва — автор понад 350 наукових праць і 40 авторських свідоцтв СРСР і патентів України на винаходи

### Монографії
- 1. Липатов Ю. С., Керча Ю..,Ю Сергєєва Л.М Структура и свойства полиуретанов.- Киев: Наук. думка, 1970. — 279 с.
- 2. Липатов Ю. С., Сергєєва Л.М Адсорбция полимеров.- Киев: Наук. Думка, 1972. -195 с. — New York: John Willey and Sons, 1974—186 р.
- 3. Липатов Ю. С., Сергєєва Л.М Взаимопроникающие полимерные сетки. — Киев: Наук. думка, 1979. — 160 с.
- 4. Липатов Ю. С., Сергєєва Л.М Взаимопроникающие полимерные сетки. — В кн.: Физико-химия многокомпонентных систем. — Киев: Наук. Думка, 1986. — Т.2. — С. 137—223.

### Статті
- 1. Липатов Ю. С., Сергєєва Л.М Синтез и свойства взаимопроникающих полимерных сеток // Успехи химии. — 1976. — 45, М 1. — С. 138—159.
- 2. Липатов Ю. С., Сергєєва Л.М Физико-химические свойства иономерседержащих взаимопроникающих полимерных сеток // Успехи химии, 1986. — 55, М 12. — С. 2086—2105.
- 3. Сергєєва Л. М., Горбач Л. А. Градиентные взаимопроникающие полимерные сетки // Успехи химии. — 1996. — 65, М 4. — С. 367—376.
- 4. Lipatov, Y. S., Sergeeva, L. M., Todosiichuk, T. T., & Chornaya, V. N. (1982). Adsorption of polymer mixtures from solutions on solids: II. Polybutylmethacrylate-polystyrene-aerosil. Journal of Colloid and Interface Science, 86(2), 437—441.
- 5. Sergeyeva, T. A., Piletsky, S. A., Brovko, A. A., Slinchenko, E. A., Sergeeva, L. M., & El'Skaya, A. V. (1999). Selective recognition of atrazine by molecularly imprinted polymer membranes. Development of conductometric sensor for herbicides detection. Analytica Chimica Acta, 392(2-3), 105—111.
- 6. T. A. Sergeyeva, S. A. Piletsky, T. L. Panasyuk, A. V. El'skaya, A. A. Brovko, E. A. Slinchenko and L. M. Sergeeva (1999). sensor for atrazine detection based on molecularly imprinted polymer membranes. Analyst, 124(3), 331—334.
- 7. Bershtein, V. A., Yakushev, P. N., Karabanova, L., Sergeeva, L., & Pissis, P. (1999). Heterogeneity of segmental dynamics around Tg and nanoscale compositional inhomogeneity in polyurethane/methacrylate interpenetrating networks as estimated by creep rate spectroscopy. Journal of Polymer Science Part B: Polymer Physics, 37(5), 429—441.
- 8. Fainleib, A. M., Hourston, D. J., Grigoryeva, O. P., Shantalii, T. A., & Sergeeva, L. M. (2001). Structure development in aromatic polycyanurate networks modified with hydroxyl-terminated polyethers. Polymer, 42(20), 8361-8372.
- 9. Lipatov, Y. S., Karabanova, L. V., Gorbach, L. A., Lutsyk, E. D., & Sergeeva, L. M. (1992). Temperature transitions and compatibility in gradient interpenetrating polymer networks. Polymer international, 28(2), 99-103.
- 10. Lipatov, Y. S., & Sergeeva, L. M. (1976). Adsorption of polymers from concentrated solutions. Advances in Colloid and Interface Science, 6(1), 1-91.